# Ján Andrej Cully
Ján Andrej Cully (9 december 1995) is een Slowaaks voormalig mountainbiker en wegwielrenner die zijn gehele loopbaan als wielrenner reed voor Dukla Banská Bystrica. Hij werd geboren in Duitsland en verhuisde toen hij acht jaar was naar Bratislava. Zijn naam zou als "Čulý" moeten worden gespeld, maar omdat hij in Duitsland werd geboren zijn de diakrieten weggelaten.

## Carrière
Cully begon met fietsen toen hij twaalf jaar oud was, nadat hij zich op aanraden van vrienden had ingeschreven voor een mountainbikewedstrijd. In 2015 werd hij, achter Oskar Sandberg, tweede in het wereldkampioenschap orienteering voor junioren in de middellange afstand.
Toen Cully in 2016 een stageperiode aangeboden kreeg bij Dukla Banská Bystrica, besloot hij zijn studie geneeskunde aan de Medische Universiteit van Wenen te onderbreken. Tijdens zijn stageperiode reed hij wedstrijden in onder meer Kameroen, de Verenigde Arabische Emiraten en China.
In 2017 behaalde Cully zijn eerste UCI-overwinning toen hij in de eerste etappe van de GP Chantal Biya de sprint-à-deux won van Clovis Kamzong. Een dag later nam Kamzong de leiding in het algemeen klassement van hem over. Zijn tweede positie in het algemeen klassement wist Cully tot het einde te behouden, waardoor hij bovenaan het jongerenklassement eindigde. Eerder dat jaar was hij al vijfde geworden in het nationale kampioenschap tijdrijden en tiende in de wegwedstrijd.
In 2019 werd Cully Slowaaks kampioen tijdrijden. Hij was ruim een minuut sneller dan zijn ploeggenoot Marek Čanecký. Deze titel behaalde Cully ook in 2020 en 2022.

## Overwinningen
2017
1e etappe GP Chantal Biya
Jongerenklassement GP Chantal Biya
2019
 Slowaaks kampioen tijdrijden, Elite
2e etappe In the steps of Romans
4e etappe Ronde van Servië
2e en 6e etappe Ronde van Senegal
2020
 Slowaaks kampioen tijdrijden, Elite
2021
 Slowaaks kampioen tijdrijden, Elite

## Resultaten in voornaamste wedstrijden
|      | \| Jaar \| \| WK op de weg \| \| ---- \| \| ------------ \| \| 2019 \| \| opgave \| \| 2020 \| \| opgave \| |              |
| Jaar | | WK op de weg |
| 2019 | | opgave       |
| 2020 | | opgave       |

## Ploegen
- 2016 –  Dukla Banská Bystrica (stagiair vanaf 1-8)
- 2017 –  Dukla Banská Bystrica
- 2018 –  Dukla Banská Bystrica
- 2019 –  Dukla Banská Bystrica
- 2020 –  Dukla Banská Bystrica
- 2021 –  Dukla Banská Bystrica

Bátora · Bellan · Harag · Haring · Kováč · Kováčik · Lajcha · Mahďar · Palčák · Strmiska · Tybor · Zimány · Cully (stagiair) · Ulík (stagiair)
Bellan · Čanecký · Cully · Foltán · Haring · Mahďar · Meliš · Oros · Taragel · Tybor · Varhaňovský · Vlčák